# Amenirdisz
Az Amenirdisz (Amonirdisz, Amonardisz; tudományos átírásban hímnemben ỉmn-ỉr-dỉ-sw – Amenirdiszu, nőnemben ỉmn-ỉr-dỉ-st – Amenirdiszet; a nemet jelző végződések erre az időre nagyrészt lekoptak) ókori egyiptomi név, jelentése: „Ámon adta őt”.
Ismert viselői:
- Amonardisz, a XXVIII. dinasztia egyetlen fáraója[2]
- I. Amenirdisz, magas rangú papnő a XXV. dinasztia idején[3]
- II. Amenirdisz, magas rangú papnő a XXV. dinasztia idején[3]